# Élection présidentielle gabonaise de 1961
L'élection présidentielle gabonaise de 1961 a lieu au Gabon le 12 février 1961 en même temps que des législatives. Il s'agit de la première présidentielle depuis l'indépendance du pays le 17 août de l'année précédente. Le scrutin n'est pas de nature multipartite. Le premier ministre en exercice et chef d'état par intérim Léon Mba se présente sans opposition, et est élu avec 100 % des voix,

## Système électoral
En accord avec la constitution alors en vigueur, le président gabonais est élu pour un mandat de sept ans au scrutin uninominal majoritaire à deux tours. Le vote est par ailleurs obligatoire, et le candidat à la présidence est également tête de liste d'un parti en lice pour les législative, organisées simultanément.

## Résultats
| Candidat                  | Candidat                  | Parti                     | Voix    | %     |  |
| ------------------------- | ------------------------- | ------------------------- | ------- | ----- |  |
|                           | Léon Mba                  | BDG                       | 315 335 | 100   |  |
|                           |                           |                           |         |       |  |
| Votes valides             | Votes valides             | Votes valides             | 315 335 | 99,58 |  |
| Votes blancs et invalides | Votes blancs et invalides | Votes blancs et invalides | 1 344   | 0,42  |  |
| Total                     | Total                     | Total                     | 316 679 | 100   |  |
| Abstention                | Abstention                | Abstention                | 4 077   | 1,27  |  |
| Inscrits/Participation    | Inscrits/Participation    | Inscrits/Participation    | 320 756 | 98,73 |  |